# Briance
La Briance ou la Grande Briance est une rivière française, petite mais abondante, qui coule dans la Haute-Vienne, en région Nouvelle-Aquitaine. C'est un affluent de la Vienne en rive gauche, donc un sous-affluent de la Loire.

## Géographie

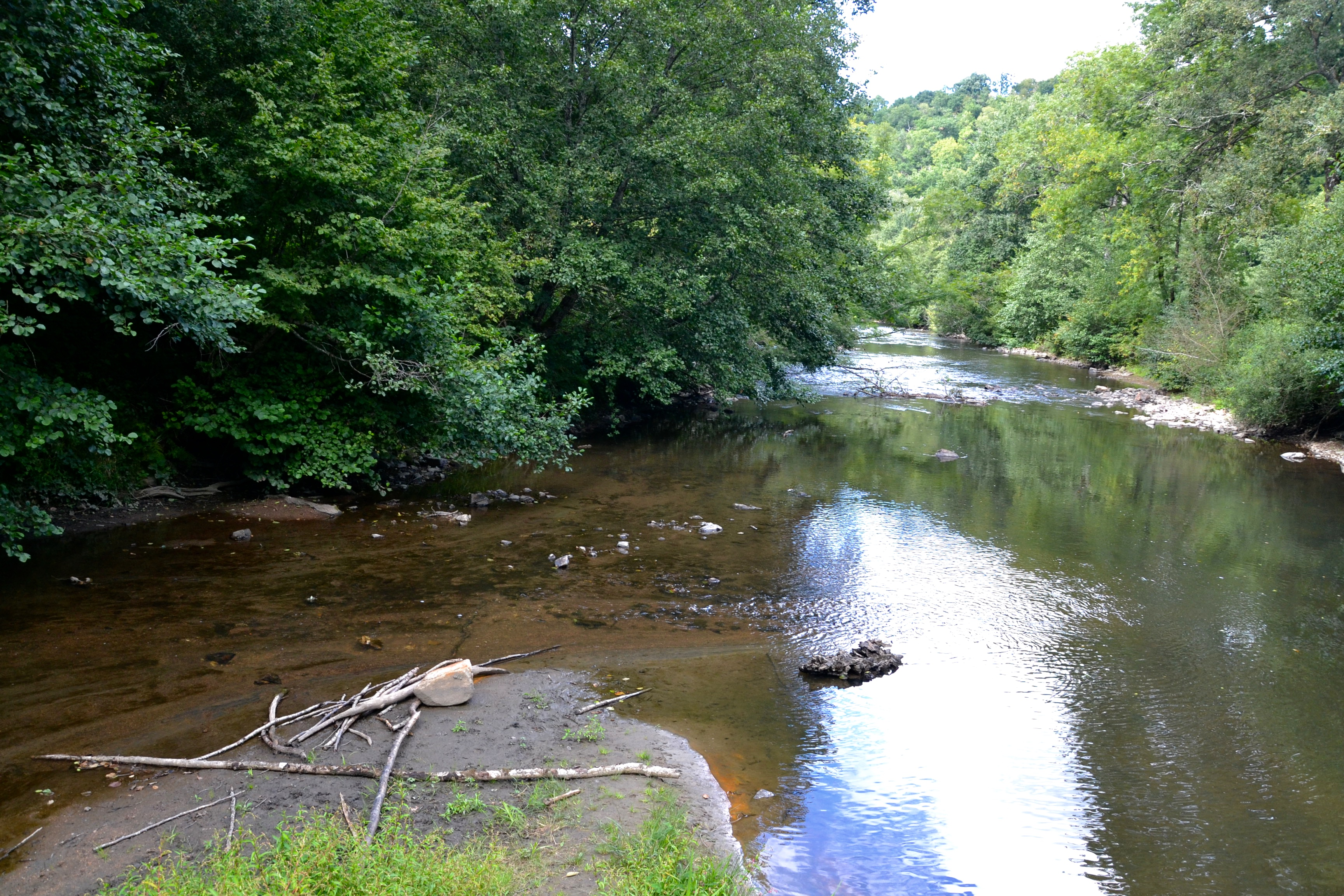
La confluence avec la Ligoure.

D'une longueur de 57,7 kilomètres, la Briance (Grande Briance) prend sa source à l'ouest du massif du Mont Gargan à environ 575 mètres d'altitude, sur la commune de La Croisille-sur-Briance.
Coulant vers le nord ouest, elle s'enrichit de nombreux petits ruisseaux et après avoir traversé les communes de La Croisille-sur-Briance, Saint-Vitte-sur-Briance, Saint-Méard et Saint-Bonnet-Briance, conflue avec son homologue la Petite Briance (0,8 m3/s) à Glanges, pour donner la « véritable » Briance qui roule 3 m3/s.
Elle coule dans des gorges, borde la ZNIEFF de Neuvillars, le manoir de Fargeas, inscrit aux monuments historiques, saute la cascade du moulin du juge au pied du château de Traslage, également inscrit, dont le parc se prolonge dans la ZNIEFF de Briance Blanzou, formant le un site emblématique (DIREN), longe l'éperon rocheux de la villa gallo-romaine d'Antone, elle aussi protégée, avant de passer sous le viaduc autoroutier de Pierre-Buffière et conflue avec le Blanzou et la Breuilh. Son débit atteint alors 5 m3/s.
Elle continue vers le nord ouest pour recevoir son principal affluent, la Roselle, qui monte son débit à 6,6 m3/s. Elle rejoint le site classé du Château de Chalucet pour rejoindre son dernier affluent important, la Ligoure qui porte son débit à 8 m3/s au Vigen. 
Elle continue vers le nord-ouest, recevant de courts ruisseaux, et passant sous deux ponts médiévaux inscrits aux Monuments historiques, le vieux pont roman de Solignac puis le Pont rompu, et se jette, après un trajet sud-est/nord-ouest d'une petite soixantaine de kilomètres environ, dans la Vienne en rive gauche avec 8,2 m3/s, à L'Aiguille, commune de Bosmie-l'Aiguille, à 211 m d'altitude, à six kilomètres au sud-ouest en aval de Limoges, contribuant à 1/7 du débit de la Vienne à Aixe-sur-Vienne qui vaut 56 m3/s.

### Communes et cantons traversés
En aval de la confluence avec la Petite Briance, la Briance traverse les communes de Saint-Genest-sur-Roselle, Vicq-sur-Breuilh, Saint-Hilaire-Bonneval, Pierre-Buffière, Le Vigen, Solignac et pour finir passe entre Condat-sur-Vienne et Bosmie-l'Aiguille.

## Affluents
La Briance a seize tronçons affluents référencés dont :
- La Petite Briance (rg) 17,6 km, 0,8 m3/s
- Le Blanzou (rg) 14,9 km, 0,5 m3/s
- La Breuilh (rg) 18,7 km, 1 m3/s
- La Roselle (rd) 22,8 km, 1,6 m3/s
- La Ligoure (rg) 21,2 km, 1,4 m3/s (la confluence se fait au château de Chalucet)
- L'Envaud (rg), 3,3 km, 0,1 m3/s

## Hydronymie
Le nom Briance est une francisation de l'occitan Briança, nom local de la rivière.

## Hydrologie
Sur la Grande Briance, deux stations de mesure existent : au Vigen (station 87-0478) et à Condat-sur-Vienne (station 04079600).

### La Briance à Condat-sur-Vienne
Le débit de la Briance a été observé pendant une période de 43 ans (1966-2008), à Condat-sur-Vienne localité  du département de la Haute-Vienne, située au niveau du confluent avec la Vienne. Le bassin versant de la rivière est de 597 km2.
Le module de la rivière à Condat-sur-Vienne est de 8,17 m3/s.
La Briance présente des fluctuations saisonnières de débit bien marquées, avec des hautes eaux d'hiver et de début de printemps, portant le débit mensuel moyen à un niveau situé entre 11,10 et 14,70 m3/s, de décembre à avril inclus (maximum en février), et des basses eaux d'été de juillet à septembre, avec une baisse du débit moyen mensuel jusque 2,38 m3/s au mois d'août, ce qui reste cependant assez consistant.

### Étiage ou basses eaux
Le VCN3 peut chuter jusque 0,64 m3/s, en cas de période quinquennale sèche, soit 640 litres par seconde, ce qui ne peut être considéré comme sévère.

### Crues
D'autre part les crues peuvent être très importantes. Les QIX 2 et QIX 5 valent respectivement 120 et 170 m3/s. Le QIX 10 est de 200 m3/s, tandis que le QIX 20 se monte à 230 m3/s. Le QIX 50 pour sa part se monte à 270 m3/s.
Le débit instantané maximal enregistré a été de 409 m3/s le 1er septembre 1993, tandis que la valeur journalière maximale était de 218 m3/s le 22 septembre de la même année. En comparant le premier de ces chiffres aux valeurs des différents QIX de la rivière, il apparaît que cette crue était largement supérieure à celle définie par le QIX 50, et donc tout à fait exceptionnelle.

### Lame d'eau et débit spécifique
La lame d'eau écoulée dans le bassin de la Briance est de 436 millimètres par an, ce qui est élevé, très nettement supérieur à la moyenne d'ensemble de la France (320 millimètres par an), mais également à celle de l'ensemble du bassin versant de la Loire (244 millimètres par an) et de la Vienne (319 millimètres par an). Le débit spécifique (ou Qsp) atteint 13,8 litres par seconde et par kilomètre carré de bassin.

## Aménagements et écologie

### ZNIEFF de type I
La Grande Briance traverse une ZNIEFF de type I, « Vallée de la Briance au pont de Neuvillard », pour une superficie de 228 hectares, sur les quatre communes de Glanges, Saint-Bonnet-Briance, Linards et Saint-Méard.

### Aménagements: Moulins
Dans sa vallée, on rencontre aussi les lieux-dits suivants, le Moulin de Fournaud, le Moulin du Pont, le Moulin Pariné, le Moulin Brûlé, le Moulin de Latronche, le Moulin de Salas, le Château-Merle, le Bois Jeansac, le Moulin Neuf, le Gué Vinatier, le Pont des Ribières, le moulin des Ribières, le moulin de Richebourg, le moulin de Bonaret, les ruines du Château de Chalucet, le Gué de la Planche, le moulin de Quatre, le moulin de Combesse, le Moulin de Gravataud, le moulin du Chambon, le Pont de Saint-Paul, en face de la Cristallerie, la cartonnerie au Bas Marin.

### AAPPMA et Pêche
Les deux AAPPMA de Vienne Briance et le Truite-Montmallier effectuent les travaux d'entretien des berges et l'enlèvement des embâcle. La Grande Briance est un cours d'eau de première catégorie en partie haute, jusqu'à sa confluence avec la Roselle. Elle est alors un cours d'eau de deuxième catégorie.

## Galerie de photos

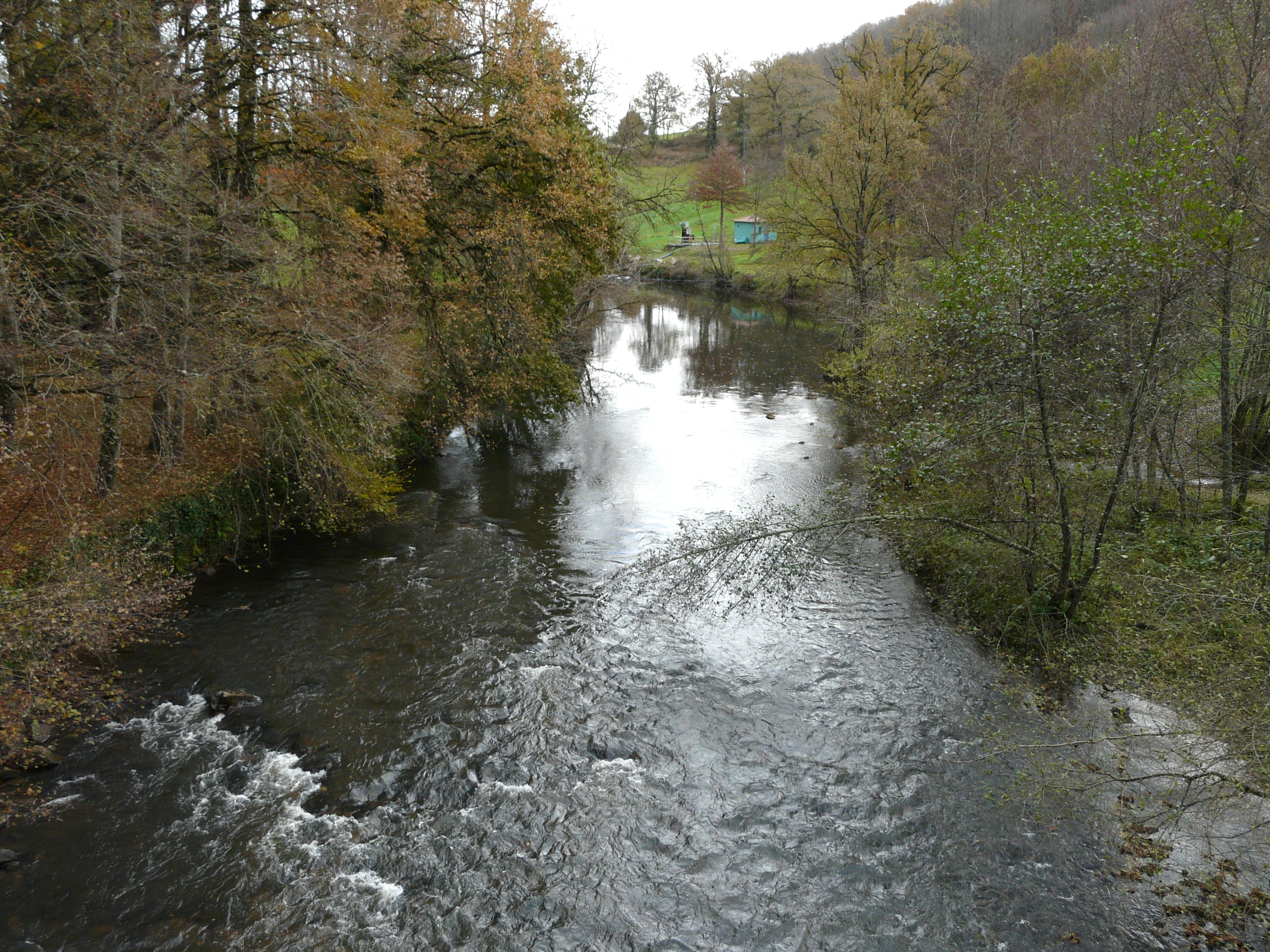
La Briance au Vigen.
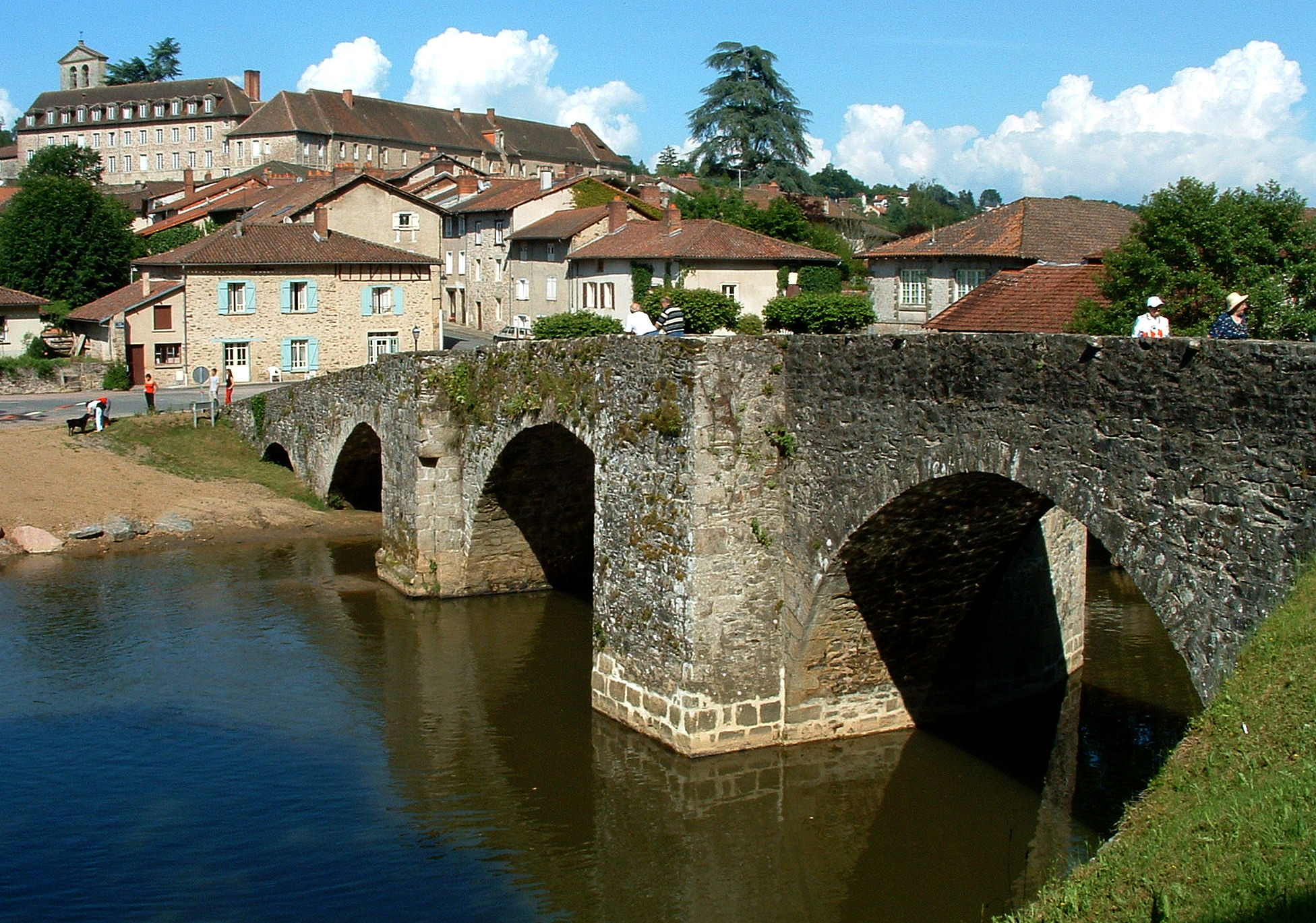
Pont roman sur la Briance à Solignac.
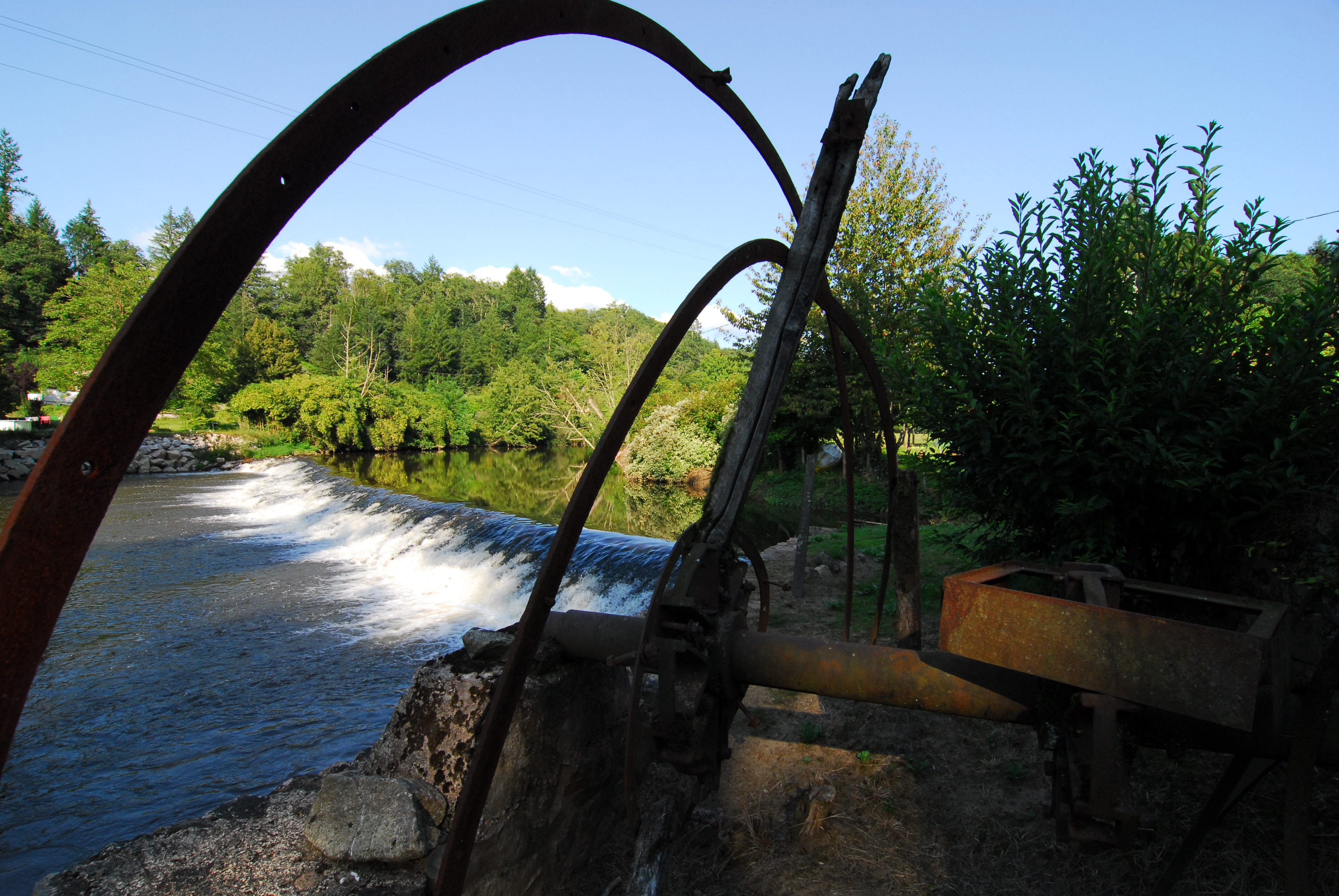
La Briance au moulin de Saint Paul.

## Culture
Le poète régional Joseph Mazabraud et le compositeur François Sarre sont les auteurs en 1897 d'un air à la gloire de la Briance, Lo Brianço.